# Una questione d'onore (film 1965)
Una questione d'onore è un film del 1965 diretto da Luigi Zampa. Interamente girato in Sardegna, racconta la storia di Efisio Mulas (Ugo Tognazzi), un bracciante che vive di lavoretti saltuari la cui vicenda si intreccia con una faida ultracentenaria tra due famiglie di possidenti.
Zampa porta al massimo del grottesco, della macchietta e della caricatura la creazione etnocentrica italiana di una Sardegna esotica, abitata da genti primitive portatrici di tradizioni bizzarre. Il classico repertorio di banditi, pastori, faide, canti, balli, sagre, costumi, nuraghi, paesaggi brulli e deserti, viene arricchito, in maniera tanto originale quanto arbitraria, dall'aggiunta del delitto d'onore siciliano alla sequela dei triti stereotipi di matrice sarda. Secondo alcuni il motivo sarebbe che il film fu inizialmente pensato per la Sicilia, all'interno del filone di successo sui delitti d’onore, ma che problemi produttivi fecero dirottare la produzione in Sardegna. Più prosaicamente l'elemento del delitto d'onore risolve una trama macchinosa e fin troppo densa di storie parallele e luoghi comuni.
La pellicola scatenò una profonda ondata di indignazione nell'Isola. All’anteprima del film al Cinema Ariston di Cagliari nel febbraio del 1966, le autorità regionali e cittadine presenti abbandonarono la sala prima della fine, senza neanche attendere l’immagine delle donne di Dorgali a seno nudo che innaffiano l’attore. La procura di Cagliari decretò il sequestro in tutta Italia, che però durò solo alcune settimane. Dopo lo scandalo ufficiale, forse anche per il clamore suscitato dalle polemiche, il pubblico affollò le sale italiane incluse quelle sarde. Il film contende a Padre Padrone e a Il figlio di Bakunin, il titolo di film più remunerativo della storia del cinema a tema “sardo”.

## Trama
Sardegna. Efisio Mulas è un mite bracciante che vive di lavoretti saltuari, soprattutto nella salina di don Leandro Sanna, e che arrotonda il magro bilancio scommettendo con i colleghi in prove di forza a suon di testate. La sua vicenda si intreccia con una faida ultracentenaria che contrappone le famiglie Sanna e Porcu.
La normalità degli eventi è spezzata dall'uscita di prigione per amnistia della bella Domenicangela Piras, turbolenta fidanzata di Efisio condannata per avergli assestato una roncolata. Contemporaneamente raggiunge la propria famiglia anche l'ex ergastolano Agostino Sanna, vecchio uomo d'onore, che prende a istigare il nipote don Leandro affinché prosegua la faida uccidendo Alvaro Porcu. L'affarista don Leandro non ha alcuna intenzione di assecondare lo zio, e così prende tempo, dapprima insinuando che Alvaro Porcu si sia nascosto in Supramonte per paura di lui, poi adducendo una conta dei morti vantaggiosa per la famiglia Sanna.
Efisio ottiene di sposare Domenicangela dal padre di lei, il latitante don Liberato, a patto di rubare nottetempo alcune pecore a uomo importante. Intanto Agostino Sanna, stanco dei tentennamenti del nipote, si è precipitato davanti a casa Porcu per uccidere Alvaro, ma soccombe. Leandro, accorso per fermare lo zio, assiste così alla sua morte, e per evitare la prosecuzione della faida decide di spostare il cadavere nella propria tenuta, in modo da dissimulare l'omicidio dietro all'azione di un ignoto ladro di pecore. In quel mentre si imbatte in Efisio intento a commettere l'abigeato e astutamente decide di lasciarlo fare. Ma il suo cane ha azzannato Mulas strappandogli un pezzo dei pantaloni.
Durante i festeggiamenti nuziali di Efisio e Domenicangela, la sposa si sbarazza incautamente di quei pantaloni, gettandoli in strada. Il capo finisce proprio in faccia al maresciallo dei carabinieri, che subito accorre per arrestare il novello sposo. Sfuggito ai militari, Mulas viene salvato da don Leandro, che gli propone di nascondersi a Milano.
Nel frattempo un nuovo evento interviene a riaprire la faida: il seminarista Giovanni Sanna, fratello minore di Leandro, trucida sulla pubblica piazza Alvaro Porcu per vendicare lo zio Agostino. Don Leandro è furibondo, perché a questo punto si trova sotto minaccia della vendetta di Egidio Porcu, fratello di Alvaro e ultimo maschio adulto superstite della famiglia. Raggiunge allora Efisio proponendogli uno scambio: egli tornerà in Sardegna per uccidere Egidio Porcu, e don Leandro testimonierà la sua innocenza nel processo per l'omicidio dello zio Agostino. Efisio acconsente, ma incapace com'è di uccidere torna in Sardegna solo per rivedere la moglie e consumare il matrimonio. Contemporaneamente Egidio Porcu viene ucciso da mano ignota.
Al processo Efisio è assolto e torna in paese da uomo libero, ma invece degli omaggi dei concittadini trova un'atmosfera ostile. Domenicangela infatti è rimasta incinta e tutti si interrogano sull'identità del padre. Per Efisio sorge allora un tragico dilemma: rivelare di essere lui il padre del nascituro (e confessare quindi la sua presenza in paese il giorno dell'omicidio di Egidio Porcu) o subire la stigmatizzazione sociale.
Quando don Leandro gli volta le spalle, Mulas si rivolge a don Liberato, che attraverso opportuni sottintesi gli fa intendere il nome del vero assassino di Egidio Porcu. Efisio tenta allora di coinvolgere un giovane carabiniere per farlo assistere alla confessione dell'uomo, che riesce effettivamente a provocare durante una festa di paese. Ma proprio nel momento cruciale, l'assassino di Egidio Porcu si esprime in sardo. Il carabiniere non comprende una parola, e subito dopo l'omicida stesso viene ucciso da un rivale. A Efisio, ormai, per salvare l'onore non resta che uccidere l'innocente Domenicangela e finire in prigione. Solo così potrà salvare un'apparenza in conflitto insanabile con la realtà e riconquistare il rispetto dei compaesani.

## Produzione
Il film venne girato in vari luoghi, tra i quali Orosei, il Monte Corrasi di Oliena (NU), Sedilo (OR) e in agro di Luras (SS). Le scene di Luras furono girate presso la Conca di l'Alligria, una Conca fraicàta, edificio tipico gallurese ricavato nelle grotte naturali di granito chiamate "Tafoni". Il sito si trova nei pressi della linea ferroviaria ad uso turistico Palau-Tempio Pausania, percorsa durante il periodo estivo dal Trenino Verde della Sardegna. Le scene principali girate a Milano sono ai piedi del grattacielo Pirelli, in via G.B. Pirelli incrocio con via Fabio Filzi; si nota sullo sfondo il palazzo Galbani, all'epoca sede societaria.

## Accoglienza
All'uscita il film suscitò vive proteste in Sardegna, venne sequestrato a Cagliari, poi a Torino e Genova perché ritenuto “offensivo del comune senso del pudore”; contro il provvedimento si levarono molte voci della cultura, e la pellicola fu dissequestrata dopo alcune settimane.